# Georges Delvallée
Georges Delvallée, né le 15 mars 1937 à Fourmies (Nord), est un organiste français.
Élève d'Alfred Cortot. Il prépare à l’École normale de musique de Paris sa licence de concert. Outre le piano, il étudie l'harmonie, la composition avec Henri Challan. Sur les conseils de Marcel Dupré, André Marchal et Marie-Louise Girod, il décide de se consacrer à l'orgue.
Il fait une grande carrière consacrée à l'orgue symphonique, se spécialisant notamment dans l'œuvre de Charles Tournemire. Il est professeur à l’École normale de musique de Paris et enseigne dans les conservatoires de la région parisienne.

## Discographie
- Musique d’orgue contemporaine - Daniel-Lesur, Jean-Jacques Werner, Božidar Kantušer (Sonotec -  OC 8609) - 1968
- Charles Tournemire - Sept Chorals-Poèmes pour les sept paroles du Christ, op. 67 (Arion - ARN 68 158 - 1 CD) - 1970
- Grandes toccatas et carillons pour orgue - Bach, Gigout, Dupré, Tournemire, Vierne, Widor, Boëllman, Werner, Duruflé ( réédition Arion ARN 68076 - 1 CD) - 1972
- Saqueboute, trombone et orgue aux XVIIe et XVIIIe - Marcello, Vivaldi, Corelli, Frescobaldi - Jean-Pierre Mathieu, Saqueboute et trombone (Arion - ARN 34949) - 1974
- Violon et orgue au XVIIIe siècle - Corelli, Leclair, Haendel, Vitali - Annie Jodry, violon (Arion - ARN 37161) - 1975
- Les orgues de Masevaux - Lucchinetti, Guami, Blanco, Satie, Langlais - Marie-Louise Jaquet, orgue (Arion - ARN 38486) - 1978
- Charles Tournemire - Anthologie de L'Orgue mystique (réédition Arion - ARN 268 105 - 2 CD) - 1981
- L'Orgue mystique : 6 offices / Charles Tournemire - Antoine Reboulot, Bernard Foccroulle, George Delvallée, Pierre Segond, Bernard Heiniger, orgue (Erato ERA9239 / 40) - 1981
- Louis Couperin - Pièces pour clavier (Arion - ARN 38582) - 1981
- Robert Schumann - L'intégrale de l’œuvre pour orgue ou piano pédalier (REM - 10969) - 1983
- Violon - Orgue - Jean-Jacques Werner, Pierre Ancelin - Annie Jodry, violon (REM - 10966) - 1983
- Noëls anciens français - Daquin, Lebègue, Dornel, Dandrieu, Balbastre, Corrette (REM - 11139) - 1986 - réédition Azulejaria 2016
- Charles Tournemire - Douze Préludes-Poèmes, Poème mystique & autres pièces pour piano (Accord - 204 772 - 2 CD) - 1989 et 1990
- Charles Tournemire - Les quatre symphonies pour orgue (Accord - 243 312 - 1 CD) -1990
- Charles Tournemire - Suite évocatrice op.74, Sei Fioretti, Fantaisie symphonique op. 64 et Poème III Op.59 (Accord - 243 812 - 1 CD) - 1992
- Louis Vierne - Intégrale de l'œuvre pour piano (Arion - ARN 68 270 & 312 - 2 CD) - 1994 et 1995
- Charles Tournemire - L'Orgue mystique "Cycle de Noël" (Accord - 205 352 - 3 CD) - 1996
- Charles Tournemire - L'Orgue mystique "Cycle de Pâques" (Accord - 206 002 - 3 CD) - 1997
- Charles Tournemire - L'Orgue mystique "Cycle après la Pentecôte" 1re partie (Accord - 206 632 - 3 CD) - 1999
- Charles Tournemire - L'Orgue mystique "Cycle après la Pentecôte" 2e partie (Accord - 461 641-2 - 3 CD) - 2000
- Charles Tournemire - Sept Chorals-Poèmes pour les sept paroles du Christ, op. 67 (Accord - 472 982-2 - 1 CD) - 2003
- Jehan Alain - Intégrale de l'œuvre pour piano (Triton - TRI 331175 - 1 CD) - 2011
- Robert Schumann - L'intégrale de l’œuvre pour orgue ou piano pédalier (Azulejaria - 6139 - 2 CD) réédition - 2015
- Jean-Jacques Werner - Œuvres pour orgue / Božidar Kantušer - Intégrale de l’œuvre pour orgue (Azulejaria - 6971 - 2 CD) partie réédition / partie enregistrement original - 2016
- Rhapsodie bretonne - musique française pour orgue inspirée des chants populaires et des cantiques bretons - Camille Saint-Saëns, Charles Tournemire, Paul Le Flem, Joseph-Guy Ropartz, Gaston Litaize, Jean Langlais (Azulejaria - 8102 - 1 CD) - 2017
- Musique française pour voix et orgue aux 20e et 21e siècles - Carole Marais, mezzo-soprano - Marcel Landowski, Jean Langlais, Louis Vierne, Charles Tournemire, André Jolivet, Jean-Jacques Werner (Azulejaria - 8886 - 1 CD) - 2019